# Ju-Jitsu ai Giochi mondiali 2022 - Ne-waza 57 kg femminile
La gara di ne-waza 57 kg femminile di ju-jitsu ai Giochi mondiali 2022 si è svolta il 15 luglio 2022 a Birmingham.

## Risultati

### Fase preliminare

#### Gruppo A
| Pos | Atleta            | G | W | L | PF | PA | PD  | Pts |
| --- | ----------------- | - | - | - | -- | -- | --- | --- |
| 1   | Ramirez Annie     | 2 | 2 | 0 | 17 | 0  | +17 | 4   |
| 2   | Laurence Fouillat | 2 | 1 | 1 | 14 | 3  | +11 | 2   |
| 3   | Ashley Matan      | 2 | 0 | 2 | 0  | 28 | −28 | 0   |

#### Gruppo B
| Pos | Atleta                       | G | W | L | PF | PA | PD  | Pts |
| --- | ---------------------------- | - | - | - | -- | -- | --- | --- |
| 1   | Meshy Rosenfeld              | 2 | 2 | 0 | 32 | 0  | +32 | 4   |
| 2   | Galina Duvanova              | 2 | 1 | 1 | 14 | 18 | −4  | 2   |
| 3   | Margarita Rosa Campos Obando | 2 | 0 | 2 | 0  | 28 | −28 | 0   |

### Fase finale
|  | Semifinale        | Semifinale        | Semifinale      |                 |                 | Finale            | Finale            | Finale            |  |
|  |                   |                   |                 |                 |                 |                   |                   |                   |  |
|  | Ramirez Annie     | Ramirez Annie     | 2               |                 |                 |                   |                   |                   |  |
|  | Ramirez Annie     | Ramirez Annie     | 2               |                 |                 |                   |                   |                   |  |
|  | Galina Duvanova   | Galina Duvanova   | 2               |                 |                 |                   |                   |                   |  |
|  | Galina Duvanova   | Galina Duvanova   | 2               |                 | Galina Duvanova | Galina Duvanova   | 0                 |                   |  |
|  |                   |                   |                 |                 | Galina Duvanova | Galina Duvanova   | 0                 |                   |  |
|  |                   |                   | Meshy Rosenfeld | Meshy Rosenfeld | 0               |                   |                   |                   |  |
|  | Meshy Rosenfeld   | Meshy Rosenfeld   | Meshy Rosenfeld | Meshy Rosenfeld | 0               | 10                |                   |                   |  |
|  | Meshy Rosenfeld   | Meshy Rosenfeld   |                 |                 |                 | 10                |                   |                   |  |
|  | Laurence Fouillat | Laurence Fouillat | 0               |                 |                 | Finalina 3º posto | Finalina 3º posto | Finalina 3º posto |  |
|  | Laurence Fouillat | Laurence Fouillat | 0               |                 |                 |                   |                   |                   |  |
|  |                   |                   |                 |                 |                 |                   |                   |                   |  |
|  |                   |                   |                 |                 |                 | Ramirez Annie     | Ramirez Annie     | 0                 |  |
|  |                   |                   |                 |                 |                 | Ramirez Annie     | Ramirez Annie     | 0                 |  |
|  |                   |                   |                 |                 |                 | Laurence Fouillat | Laurence Fouillat | 14                |  |